# キュービィ
キュービィ (Q-Bee) は、カプコンの2D対戦型格闘ゲーム『ヴァンパイア』シリーズに登場する架空のキャラクター。
担当声優は松下美由紀。『PROJECT X ZONE』でのみ西口杏里沙。

## キャラクター設定
魔界に生息する虫の一族、魔界蟲ソウルビー族。彼らは固体数50 - 150匹ほどの個集団を作り、その内のリーダーたる存在の役職名のようなもので「キュービィ」と呼ばれている。ソウルビー族は新陳代謝が非常に激しく、36時間以内に栄養を摂取しなければ餓死してしまう。ゆえに、食料を確保するために嗅覚が優れており、自分たち以外の動くものは全て栄養源で、捕食するべきものと認識する。彼らはドーマ家領内に生息していたが、本来の主がいなくなったことにより領内は荒れ果て、滅亡の危機に瀕していた。そんな折、新たにリーダーたる役目を負った個体であるキュービィが誕生する。目を覚ました彼女の耳に、復活したジェダの声が響く。すぐさま、その声の発信源を捕らえたキュービィは、食欲と種の繁栄という生きるための本能に突き動かされ、狩りのために魔次元へ飛び込んでいく。『セイヴァー』のエンディングでは、ジェダとの同化を拒み、爆発的に数を増やし、魔界の中心に一大帝国を築く。そして、その先にあるものは絶望か、それ以外の何かかを示唆して終わる。
キュービィの風貌はハチのコスプレをしたような姿の少女だが、これは着ぐるみ状の擬態であり、本体は虫なので遥かに小さい（後述）。紫の髪色をしており、首周りと手首は白い綿毛に覆われて、黒と黄の模様の入った服を着ているように見える。背中には虫のような1対の羽があり、お尻にはスズメバチのような腹部がついている。人のような顔を持っているが、これは一種の擬態であり、人の顔の上にある大きな触角と複眼が、虫としての本来の顔である。また、人間を模した手足は、虫としての前足と後ろ足に該当し、昆虫のような中足がわき腹付近に収納されている。元が昆虫なだけに、本能に忠実であり、常に飢えている。知性は人間の4 - 5歳児程度で、簡単な人語を解す程度。勝利メッセージからもその様子が見てとれ、口調は全て片仮名で表記される。
戦闘時は人間とほぼ同じ大きさに擬態して戦うが、通常時は一般的な昆虫の大きさ程度しかない。通常時の姿は、戦闘前のイントロやアナカリスの王家の裁きを食らった際に登場する姿である。電撃ダメージを受けた際はどうやって着ぐるみを操っているかも確認できる。
ホームステージは設定されてはいないが、PlayStation版『ヴァンパイア セイヴァーEXエディション』のプラクティスモードのキュービィのメインテーマと『ヴァンパイア ダークストーカーズコレクション』の『ハンター2』アレンジ版の個別テーマには密林をモチーフとした「GREEN SCREAM（緑の叫び）」のステージBGMが流れる。また、『ダークストーカーズコレクション』の『ハンター2』アレンジの裏BGMには都会の路地をモチーフとした「CONCRETE CAVE（コンクリートの洞窟）」が割り当てられている。
『ヴァンパイア クロニクル』ではキュービーとも表記されている。
名前の由来は「Queen Bee」→「Q-Bee」。

## ゲーム上の特徴
戦闘スタイルは、人間のような格闘のほかに「蜂」をモデルにしているだけあって、それを模して体の各部から出る針を使っての攻撃が基本。しかし、様々な種類の蜂の特性を持ち、「ミツバチ」のような蜜で相手をくるむ攻撃や、「スズメバチ」のように針を使っての攻撃、さらには「ベッコウバチ」に代表される狩り蜂のように相手に卵を産みつけるような攻撃まである。通常技は、地上・空中を問わず中攻撃のリーチが長く、性能も高い。チェーンコンボは中攻撃で締める場合がほとんどである（強攻撃は複数ヒットする代わりに性能が低く使いづらい）。高いスピード性能を持っており、地・空両方で出せる相手のいる方向に飛んでいくダッシュ、空中に一定時間留まれる特殊能力、さらに空中での食らい判定の小ささのおかげで、高い空中戦能力を持っている。その独特の動きで相手を翻弄しやすく、防御を崩しやすい。「攻め」に関しては『セイヴァー』における三強に数えられる性能だが、反面、防御力が極端に低く、相手に捕まると一気に形勢が不利になることも珍しくない。いかに相手を翻弄させ、攻撃を受けずに倒すかが重要になる、攻め重視のスピードキャラと言える。

## 技の解説

### 通常技
立ち状態の遠近およびジャンプ状態の垂斜の区別はない。
| 操作     | 立ち                    | しゃがみ                     | ジャンプ                |
| -------- | ----------------------- | ---------------------------- | ----------------------- |
| 弱パンチ | →S（フォワードエス）    | Glf（ジーエルエフ）          | Ff（エフエフ）          |
| 中パンチ | Lf（エルエフ）          | Ghf（ジーエイチエフ）        | F2f（エフツーエフ）     |
| 強パンチ | 5B（ファイブビー）      | GT3S（ジーティースリーエス） | F4B（エフフォービー）   |
| 弱キック | nGf（エヌジーエフ）     | Glbf（ジーエルビーエフ）     | F↓S（エフアンダーエス） |
| 中キック | S↑（エスアッパー）      | Glof（ジーエルオーエフ）     | FhS（エフエイチエス）   |
| 強キック | R4f（アールフォーエフ） | DsS（ディーエスエス）        | FsS（エフエスエス）     |

### 特殊技
浮遊
空中でレバーを上方向に入れることで、一定時間留まることができる。さらに、その状態での前後への移動も可能。ただし、有効時間はそれほど長くない。浮遊した後は、1度地上に戻らなければ使用できず、ジャンプ攻撃を出した後や空中ダッシュ後は使用できない。
ホーミングダッシュ
空中からダッシュ操作を行うと、自動的に相手のいる方向を認識してその方向へ飛んでいく。多少ではあるが、相手を自動追尾する力がある。
なお、『クロニクル』の「ヴァンパイアタイプ」と「ハンタータイプ」では、ホーミングを行わない普通の「空中ダッシュ」となっていて、「ヴァンパイアタイプ」のみ後方にも「空中ダッシュ」ができる。
ダッシュ中断
地上ダッシュ中にレバーを逆方向に入れることで、ダッシュを途中で中断することができる。

### 投げ技
Cn（シーエヌ）
相手に尻先から出した針を突き刺した後、そのままフランケンシュタイナーのように一回転して投げる。なお、キュービィにはキックボタンでの投げ技が存在しない。
Ca（シーエー）
空中投げ。その見た目と威力は、地上投げ「Cn」と変わらない。双方とも技後の追い打ちは不可。

### 必殺技
キュービィの必殺技は、ガードキャンセル技の「R.M.」、コマンド投げの「O.M.」、ダークフォースの「i2」以外、全て空中で使用できる。
S×p（エスバイピー）
尻先から針を出し、それを震わせるようにして何度も突きを出す連打技。地上で出した時は空中ガード不可だが、空中で出したときのみ、空中ガードでも防がれる。弱中強の違いは攻撃速度のみで、ES版は存在しない。
C→R（シーアール）
両手を前に突き出して構えながら前方へゆっくり飛行し、相手を掴むと尻先からの針を2度突き刺した後に通常投げの「Cn」と同じ攻撃をする。投げ技に見えるが、実はガード可能の打撃技。最初の飛行をガードされても反撃は受けにくく、性能は高い。
ES版は掴んだ後に相手に卵を産みつけてキュービィ本体は息絶えて、相手が蜜蝋に包まれて石化したような姿になった後、固まった相手の塊の中から新たなキュービィが誕生するように姿を現す。ES版のみ、技後は追い打ちを決められる。
ΔA（デルタエー）
斜め上方向へ飛んだ後、弱中強に応じた角度の方向へ尻先の針を向けて急降下する。弱は急な角度で斜め下へ、強は緩やかな角度で画面端まで飛ぶ。当て方次第で、地上の技に繋げることも可能。
ES版は食らった相手を毒に侵し、一時的に行動不能状態にする。降下角度は、中と強の間ぐらい。
O.M.（オーエム）
コマンド投げ。相手を掴んで跳び箱のように飛び越えた後に、巨大化させた針を突き刺して吹き飛ばす。相手を掴むのに失敗するとポーズを取るが、ポーズの終了直前までは無敵状態となっている。
ES版は、相手に尻先の針を2度突き刺した後は、通常時と同じ。通常、ESともに技後は追い打ちが入る。
R.M.（アールエム）
ガードキャンセル専用技。中足を出し、その足でハンドスプリングのように斜め上方向に針を突き出して跳び上がる。攻撃位置が高い分、地上の相手に当てにくい。技後は追い打ちを決められる。
S→U（エスユー）
『ヴァンパイア』シリーズのダウン追撃技。尻先の針を真下に向けて、そのまま尻餅を突くように相手に突き刺す。
ES版は通常攻撃の後、そのまま連続で針を刺し続ける。ヒット数が5まで増える。

### EX必殺技（超必殺技）
Qj（キュージェイ）
蜂が運んできた蜜を巨大化させて投げつける。蜜の玉は、画面端や地面に当たるごとにスーパーボールのように跳ね返りながら進む。これを食らった相手は蜜にくるまれた状態で身動きが取れなくなり、キュービィの攻撃を食らうか、一定時間経つとすると解除される。相手側はレバガチャにより、行動不能時間の短縮を図れる。蜜玉は、画面内を5回バウンドするか、キュービィ本体がダメージを受けると進行方向の画面外へ飛んで行って消滅する。スペシャルストックゲージさえあれば、複数の蜜を出すことが可能。技の性質が少し似ているオルバスの「ウォータージェイル」とは異なり、ガードは可能。『セイヴァー2』のダークフォース中は蜜玉を投げる軌道が変化し、画面内を跳ねる最大回数も増加する。
+B（プラスビー）
地上でコマンド入力するとキュービィは真上に飛び上がり、上からスズメバチのような巣が出てきて、その中から数匹の蜂が飛んで行く。蜂は弓なりの軌道を描いて飛んでいき、少しではあるが相手を捕捉する力を持つ。蜂の攻撃を食らった相手は動きを拘束された後、巣から蜂の大群が飛んできて体中を刺され、12ヒット分のダメージを受ける（理論上のヒット数は14だが、蜂の攻撃に、ヒット数には換算されない攻撃が混ざっているのが理由）。拘束が解けて蜂が飛んでいった後の姿は、専用に用意されたダメージグラフィックになる。なお、地上で出すよりも空中で出した方が技の発生は早くなる。
『クロニクル』の「ヴァンパイアタイプ」では、このEX必殺技のみが使用できる。
i2（アイスクエア）
『セイヴァー』でのダークフォース、『セイヴァー2』でのEX必殺技。背中の羽を使い、空中を自由に飛び回ることができる。飛行中は慣性がかかり、ダッシュ、空中ダッシュ、必殺技、空中ガードが可能で、ガード後は強制的に着地するなど、その性能はジェダの「サントゥアーリオ」と同じ。慣性がかかる分、空中制御が難しい点や、ダークフォースが空中で解除されると、地上に降りるまで無防備状態になる点もジェダと全く同じ。『セイヴァー2』ではダメージを食らって仰け反った時点で解除される。

## 特殊なダメージモーション
ミッドナイトブリス（デミトリ）
大きな注射を持った、ナース服を着たキュービィ。
王家の裁き（アナカリス）
戦闘前のイントロに登場する蜂の姿。
とが首さらし（ビシャモン）
蜜の入った壷と、そこから頭を除かせている蜂。
サングェ＝パッサーレ（ジェダ）
腹部が大きく膨らむ。

## 登場ゲーム作品
- ヴァンパイアシリーズ
  - ヴァンパイア セイヴァー
  - ヴァンパイア ハンター2（家庭用のみ）
  - ヴァンパイア セイヴァー2
  - ヴァンパイア クロニクル ザ カオスタワー
  - ヴァンパイア ダークストーカーズコレクション
- 他社
  - NAMCO x CAPCOM（敵キャラクターとして）
  - PROJECT X ZONE（敵キャラクターとして）
  - PROJECT X ZONE 2:BRAVE NEW WORLD（敵キャラクターとして）
  - SNK VS. CAPCOM 激突カードファイターズシリーズ

## その他
- 「+B」のダメージグラフィックは、体中を蜂に刺されて水ぶくれになっているものだが、一部のキャラクターは特殊なものになる。
  - アナカリス：頭頂部のあたりに、コブラの飾りのような形のこぶができる。
  - ザベル：顔だけがさされて立方体のように腫れる。
  - パイロン：「ハチ」から掛けて、8の字型の姿になる。
  - ドノヴァン：耳たぶが膨れる。
  - ジェダ：顔だけを刺される。
  - リリス ：お尻が大きく膨れる。
- 2種類ある勝利ポーズの内、フォークとナイフを鳴らして、仲間を巣ごと呼ぶ勝利ポーズは、「ABARAYA」のステージでは絶対に選択できなくなっている。ただし、シャドウが乗り移っていた場合は、フォークとナイフを鳴らす動作のみ行う。
- キュービィの技名は、「魔界魔蟲大全」と呼ばれる本を参考に、人間の言葉で最も近い音に直したもの、という設定になっている[3]。
- 「キュービィ」ではないソウルビー一族の役職名は、「ピービィ」 (P-Bee) 、もしくは単純に「ビィ」と呼ぶ。ピービィは大別してオス種とメス種があり（集団内比率は2:8ほど）、見た目の区別はほとんどないがオス種が若干小さい。オス種は生殖のためだけに存在するが自己再生能力がメス種に比べてかなり薄弱で、メスのみでも世代の受け渡しが可能のため、ソウルビー族の種としてのオスは近いうちに完全になくなるとされる[3]。
- 『セイヴァー』のシークレットファイルでは、ソウルビー族を「オオヒトニトゲサシバチ」という名前で紹介するイラストが載っている。それによると、擬態としての顔の目は単眼の役目で、「光の有無を知るためにある」というような説明が載っている。また、本来の口は人間の顎の部分に有ると描かれているが、これらはただのパロディであって、本来の設定ではない。
- 『NAMCO x CAPCOM』では、雑魚敵として1ステージに複数体登場する。『PROJECT X ZONE』でも、数こそ少ないが複数体出現する。